# Portico dei Cavalieri Templari
Il cosiddetto Portico dei Templari è un edificio medievale di Brindisi sito in piazza Duomo. Presenta due arcate gotiche di carparo, separate da una colonna in marmo greco adorna di un capitello a decorazioni viminee. Le due volte a crociera di cui è costituito sono a costoloni bicromi (pietra bianca e carparo). 
Per le sue caratteristiche architettoniche si può ritenere che risalga al XII-XIII secolo, considerato il precoce utilizzo dell'arco a sesto acuto fatto già in età normanna nel Meridione d'Italia. 
La sua funzione non è stata del tutto chiarita: tuttavia, poiché dal punto di vista tipologico si tratta più precisamente di una loggia (e non di un portico) e considerata la sua collocazione in piazza Duomo, lo si può ragionevolmente far riferire al primo palazzo arcivescovile medievale di Brindisi. Infatti il riferimento ai Templari è solo frutto di erudizione settecentesca, che credette di poterlo collegare idealmente ai resti di una chiesa giovannita rinvenuti nello stesso isolato, ma a molta distanza. 
Documentazione successiva (XVI secolo) afferma che il portico costituiva il piano terra del palazzo signorile della famiglia De Cateniano. Un esponente di questa famiglia, Lucio, che fu sindaco della città a metà del Cinquecento, donò alcune sue proprietà site in piazza Duomo, compreso il "portico", all'ospedale civico, all'epoca mantenuto con libere donazioni. 
Attualmente, completato con un tratto d'imitazione moderna con i rifacimenti degli anni 1954-1958, funge da accesso al Museo Ribezzo e ne è parte integrante ospitando, sotto le sue volte, reperti medievali, tra cui un grande sarcofago in pietra.